# تغير القطر الوعائي

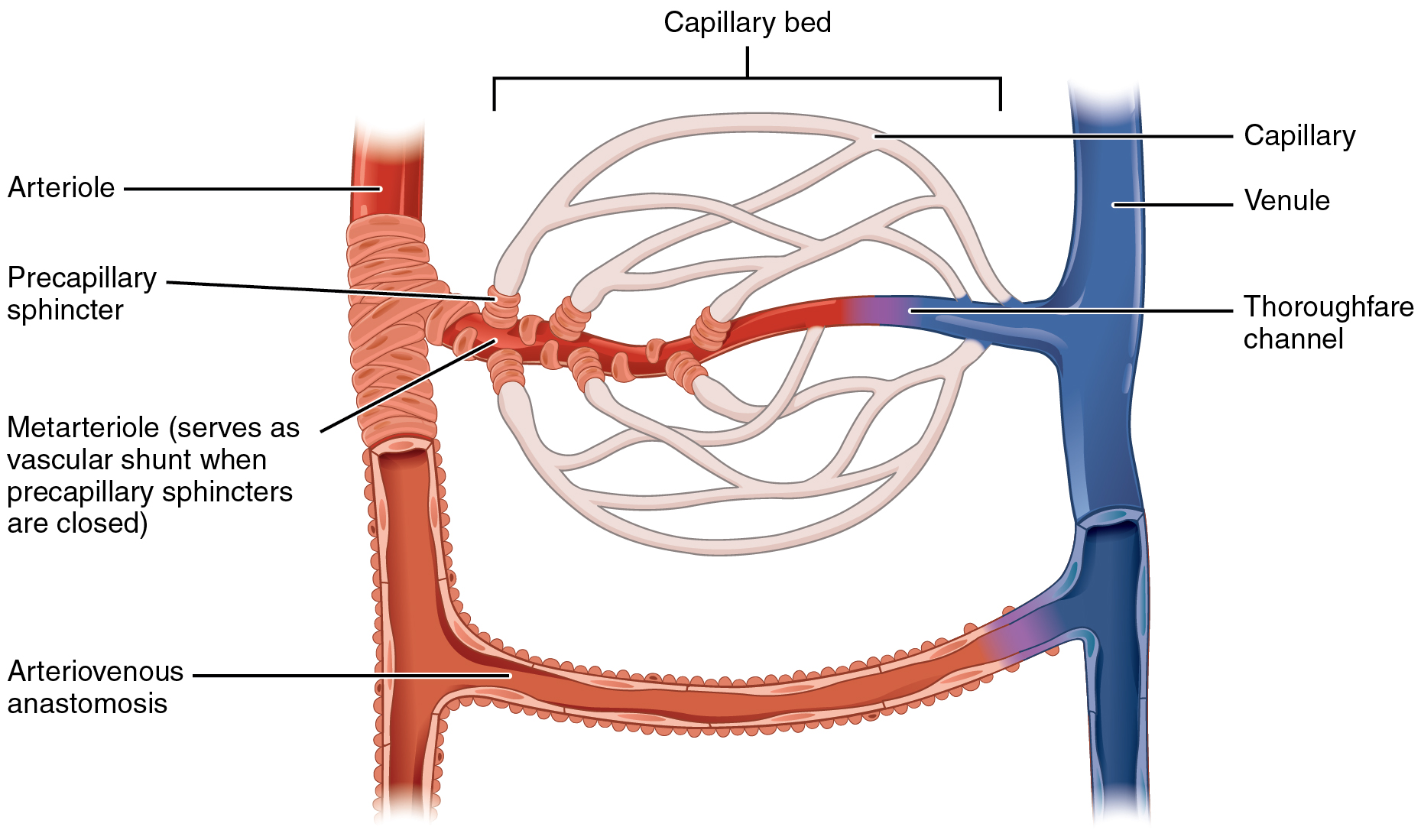

تغيّر القطر الوعائي هو توتر تلقائي في وتيرة جُدر الأوعية الدموية، مستقل عن نبضات القلب، والتعصيب، والتنفس. بينما رُصد تغيّر القطر الوعائي للمرة الأولى، من قِبل توماس وارتون جونز في 1852، ما زالت الآليّات المسؤولة عن تولّده، وأهميّته النفسيّة غير موضّحة، ولكن، تم طرح العديد من الفرضيّات.

## الآلية
يُظهر تركيز الكالسيوم بين الخلايا (Ca2+) تذبذبات دوريّة في خلايا العضلات الوعائية الرقيقة. ويُعتقد أن هذا ينتج عن خروج Ca2+ من المستودعات بين الخلايا، بسبب تنشيط إينوزيتول ثلاثي الفسفات ومستقبل الريانودين. اتّضح أن هذا التنشيط ينتج عنه إما «شرارات» Ca2+، زيادات متمركزة للغاية في الكالسيوم، أو «موجات»، زيادات عامّة في Ca2+ تزيد من طول الخليّة.
حتى يمكن حدوث تغيّر القطر الوعائي، يجب أن تحدث مزامنة بين التذبذبات الفرديّة، التي تنتج عنها مزامنة عامّة للكالسيوم، وتذبذب وتيرة الأوعية. يُعتقد أن موصّلات الفجوات تلعب دوراً كبيراً في هذه المزامنة، وتبيّن أن تطبيق مُحصرات موصّلات الفجوات يلغي تغيّر القطر الوعائي، مما يشير إلى دورٍ كبير. تم طرح فرضيّات عديدة لتفسير حدوث تغيّر القطر الوعائي، بسبب التباينات الموضعيّة في توزيع ومزاوجة موصّلات الفجوات (مثليّ الخلايا في مقابل مغاير الخلايا).
يُعتقد أن الآليّة «الكلاسيكيّة» لتوليد تغيّر القطر الوعائي هي نموذج المزاوجة المرتبطة بالجهد. في هذا النموذج، تحدث مزاوجة عالية بين موصلات الفجوات بين خلايا العضلات الوعائيّة الرقيقة، والخلايا البطانيّة، والخلايا البطانيّة إلى خلايا العضلات الوعائيّة الرقيقة. يؤدّي تيّار أوّلي مزيل للاستقطاب إلى فتح قنوات الكالسيوم المرتبطة بالجهد، مما يؤدّي في النهاية إلى مزامنة مستويات الكالسيوم الفرديّة. عند إجراء تسجيلات الالتقاط الرقعي، تحدث إزالة الاستقطاب في طبقة البطانة الغشائيّة، في نفس حدوثها في العضلة الوعائيّة الرقيقة التابعة. ومع ذلك، يبقى سبب تيار إزالة الاستقطاب الأوّلي غير محدّد. أشارت النماذج الرياضيّة إلى وجود ما بين 2 إلى 4 أنظمة تذبذب غير خطّيّة، تتفاعل لإنتاج تغيّر القطر الوعائي. من الممكن أنه يجب تجاوز هذا الأنظمة لعتبة إزالة استقطاب، حتى يتولّد تغيّر القطر الوعائي.

## الدور الفسيولوجي
تم تقديم فرضيّات عديدة ممكنة لتفسير تغيّر القطر الوعائي. زيادة التدفق هي أحد الاحتمالات؛ أظهرت النماذج الرياضيّة أن الوعاء ذا القطر المتذبذب يوصل تدفقّاً أكبر من الوعاء ذي القطر الثابت. قد يكون تغيّر القطر الوعائي أيضاً آليّة لزيادة تفاعليّة وعاء دموي، عن طرق تجنّب «حالة المزلاج»، حالة تدوير منخفض للأدينوسين ثلاثي الفوسفات، من توليد مطوّل للضغط، اعتيادي في العضلات الوعائيّة الرقيقة. ختاماً، تبيّن تحوّر تغيّر القطر الوعائي في مواقف مرضيّة متنوّعة، حيث اتّضح وجود أشكال محوّرة للتدفّق في الأوعية عند مرضى كل من ارتفاع ضغط الدم والالسكري، مقارنة بالأوعية سويّة ضغط الدم.